# Historia kolei w Niemczech

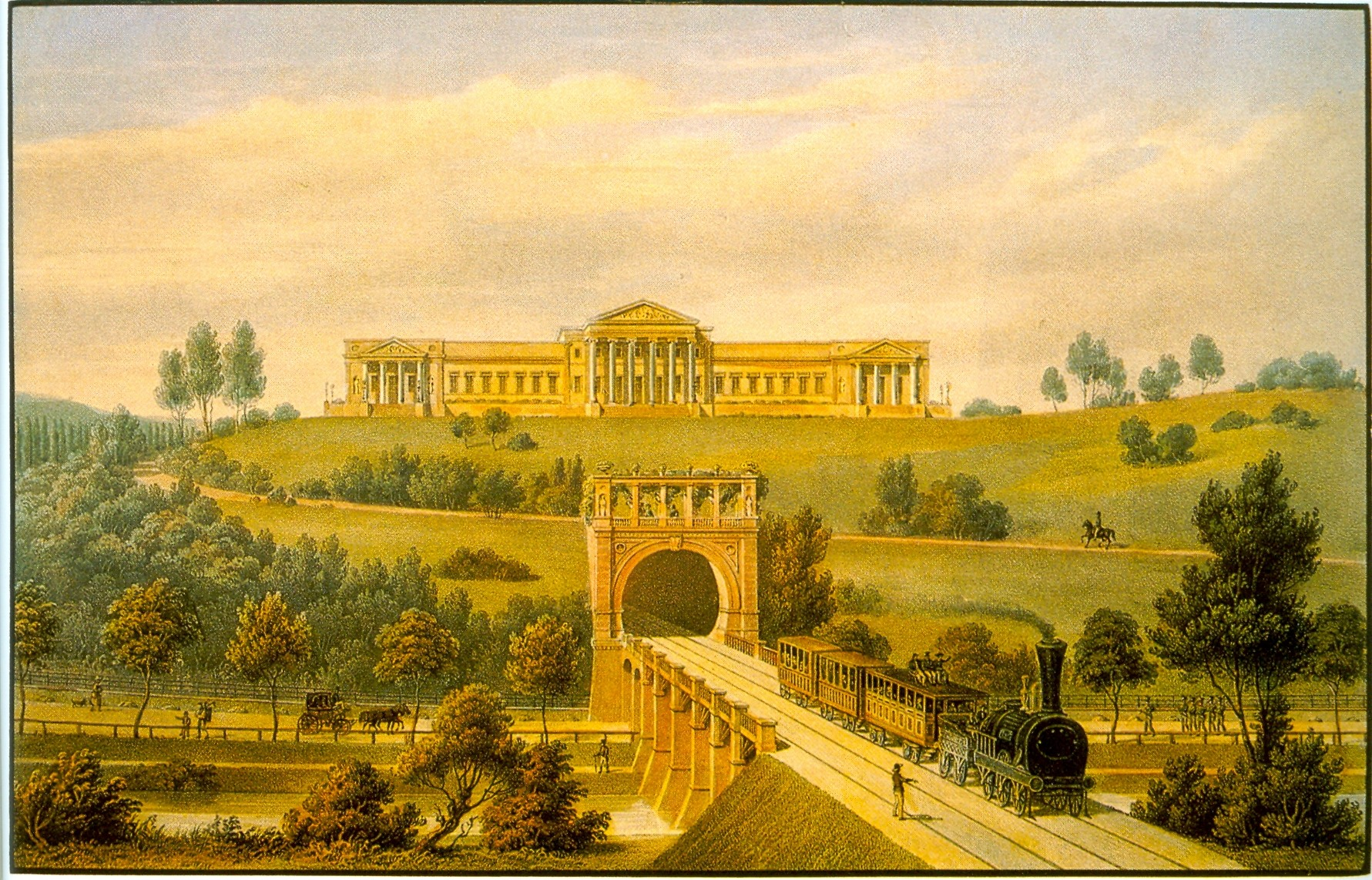
Stuttgart – pałac Rosenstein i tunel z 1846 r. doprowadzający kolej do Dworca Głównego, na pierwszym planie most nad Neckarem

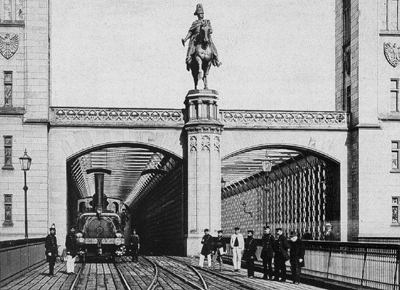
Kolonia – Dombrücke z 1859 r. – element pierwszej wielkiej konsolidacji węzła kolejowego w Niemczech

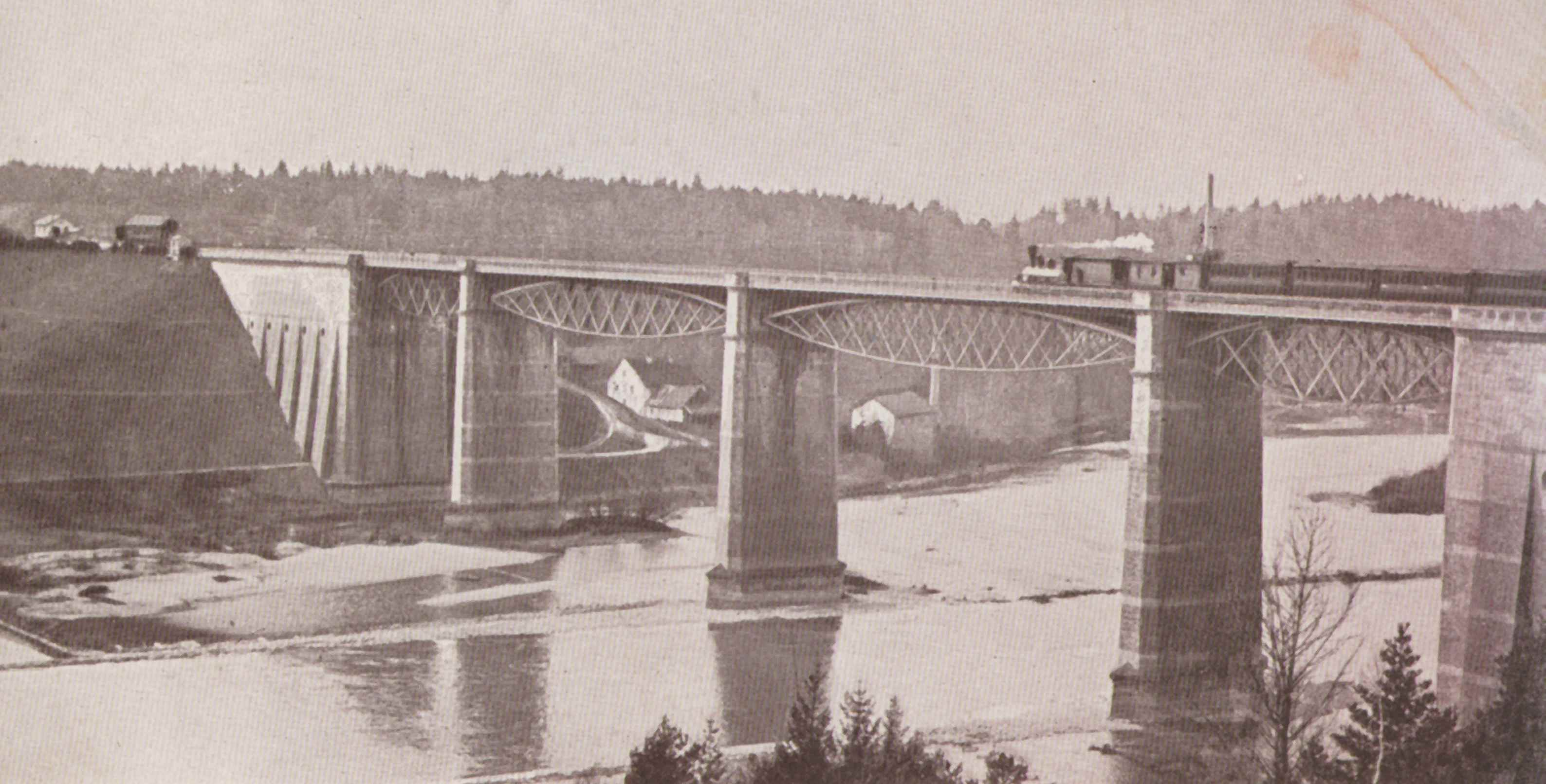
Großhesseloher Brücke pod Monachium – wczesna konstrukcja żelazna z l. 1851–55

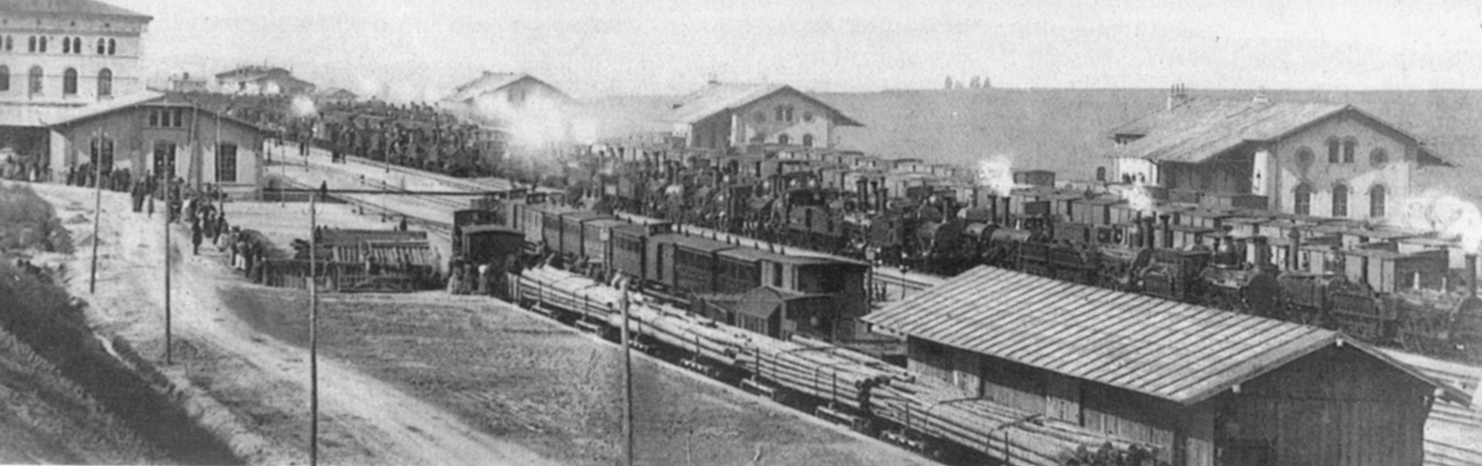
Wojna prusko-austriacka 1866 r. – „ucieczka lokomotyw” saksońskich do Chebu (Eger) w Czechach (Saksonia popierała Austrię)

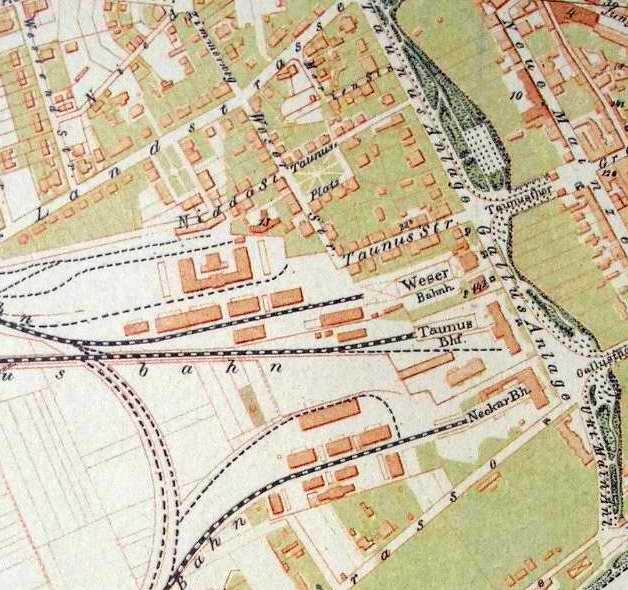
Frankfurt nad Menem – dworce przed konsolidacją węzła – Dworzec Główny powstał na terenach otwartych w lewym dolnym rogu mapy (p. niżej)

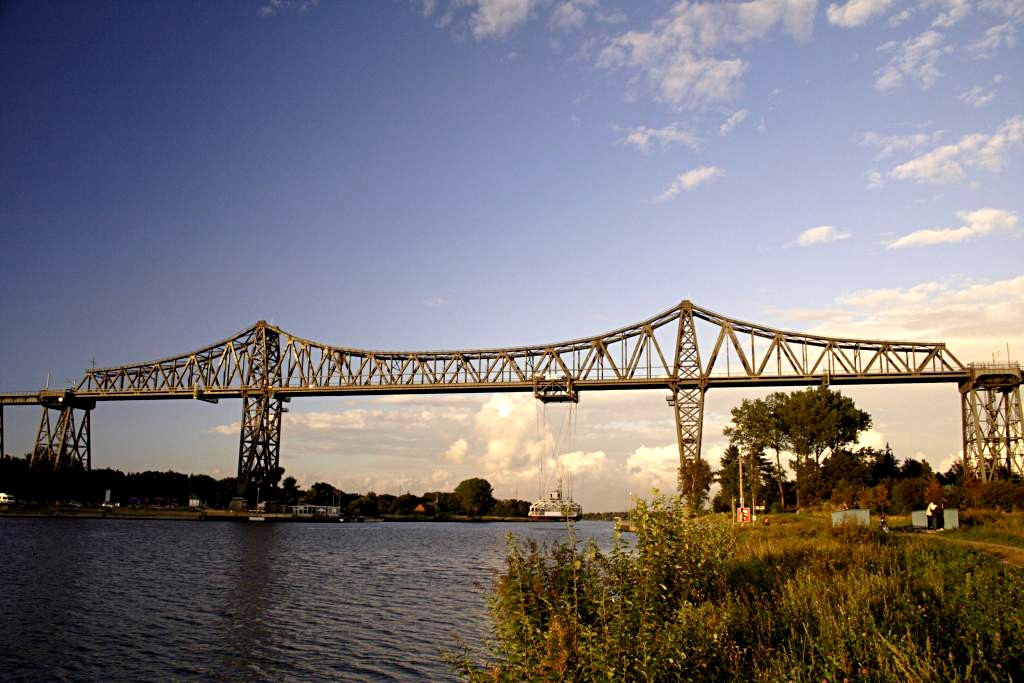
Rendsburg, „Hochbrücke” nad Kanałem Kilońskim (1911–13), 42 m nad poziomem wody, 7½ km długości wraz z rampami doprowadzającymi; most jest jednocześnie drogowym promem podwieszonym (widoczna gondola)

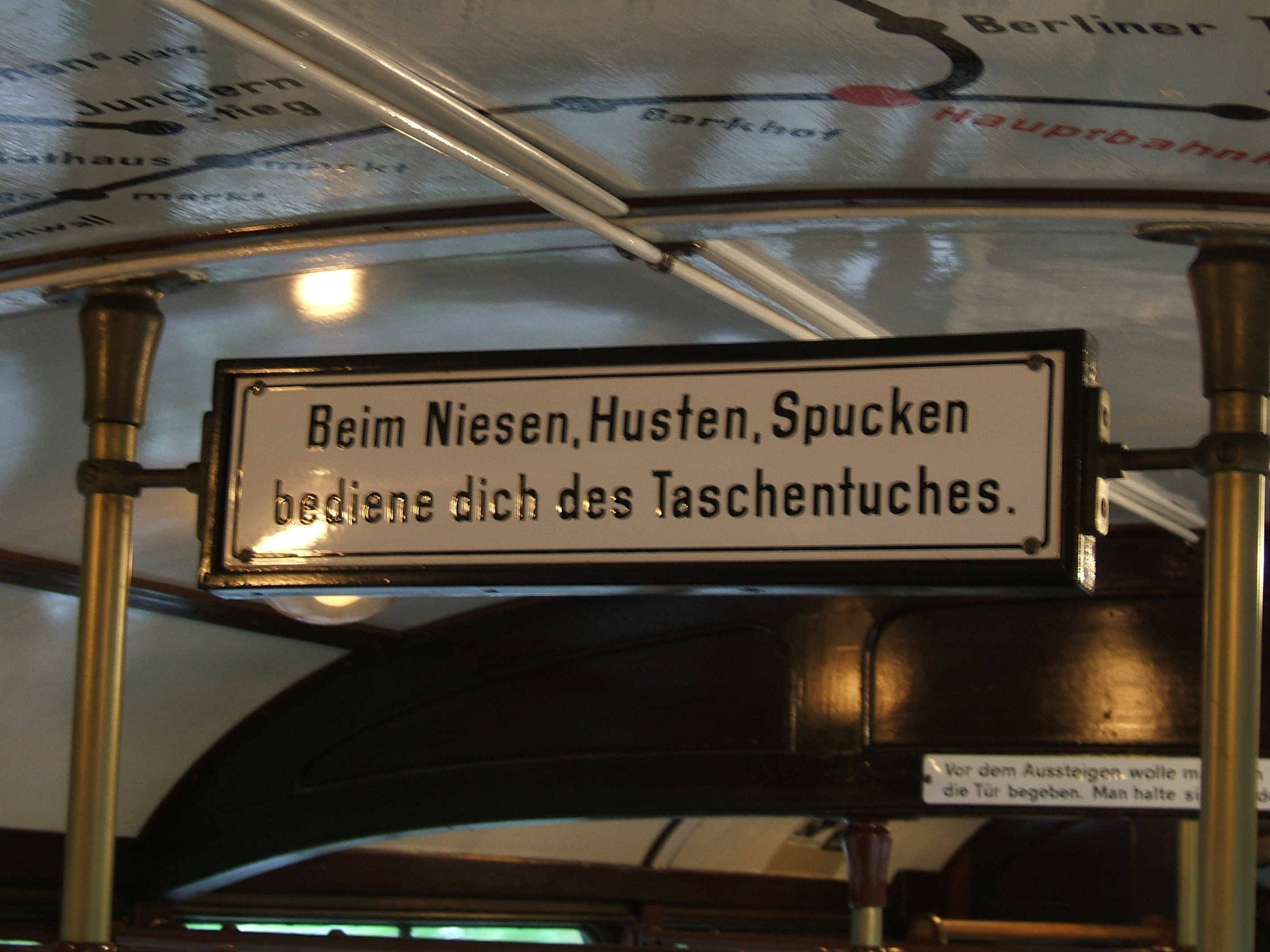
Wnętrze zabytkowego wagonu hamburskiej Hochbahn

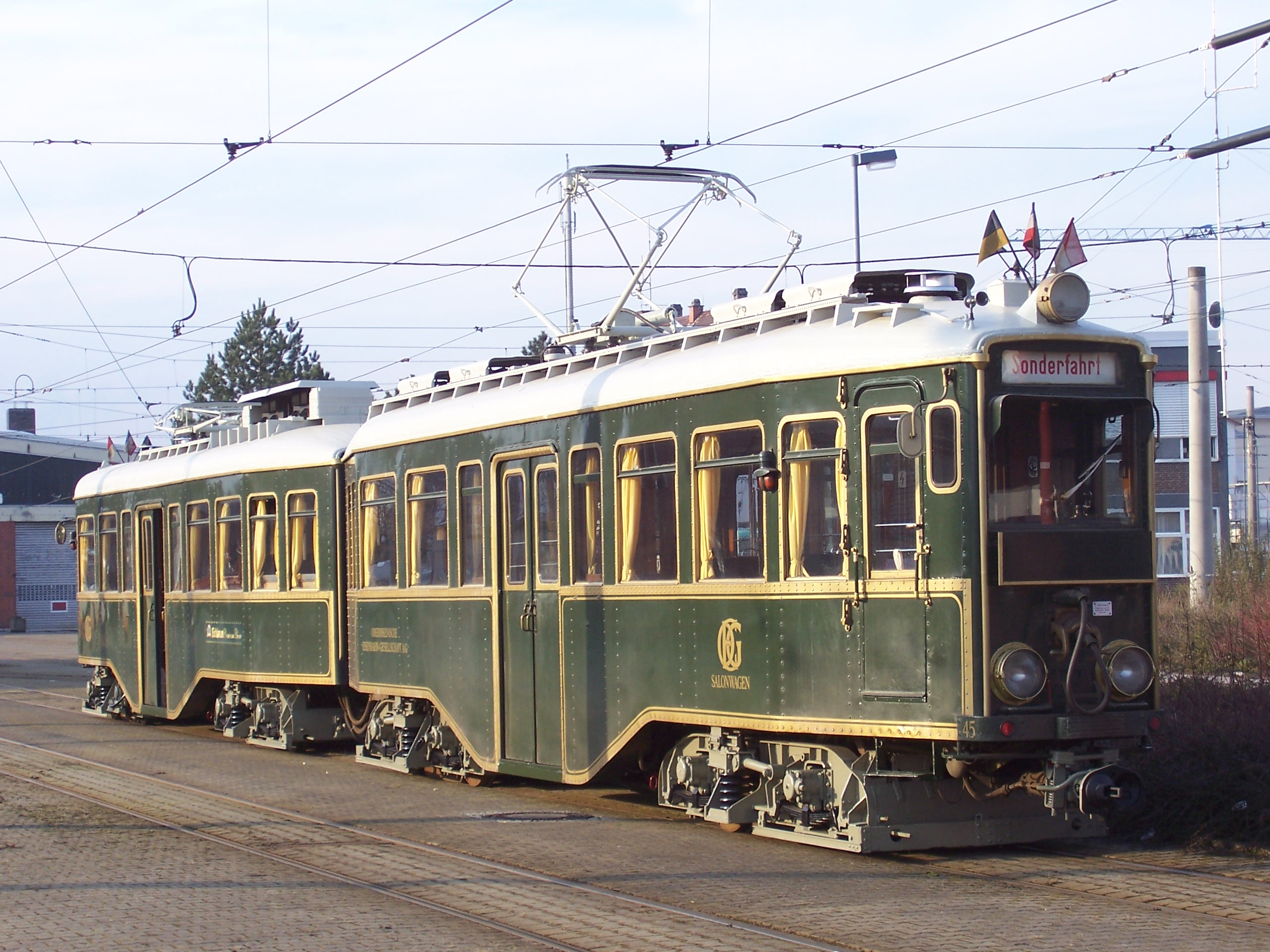
Mannheim – Heidelberg; zabytkowy wagon kolei dojazdowej OEG z 1928 r.

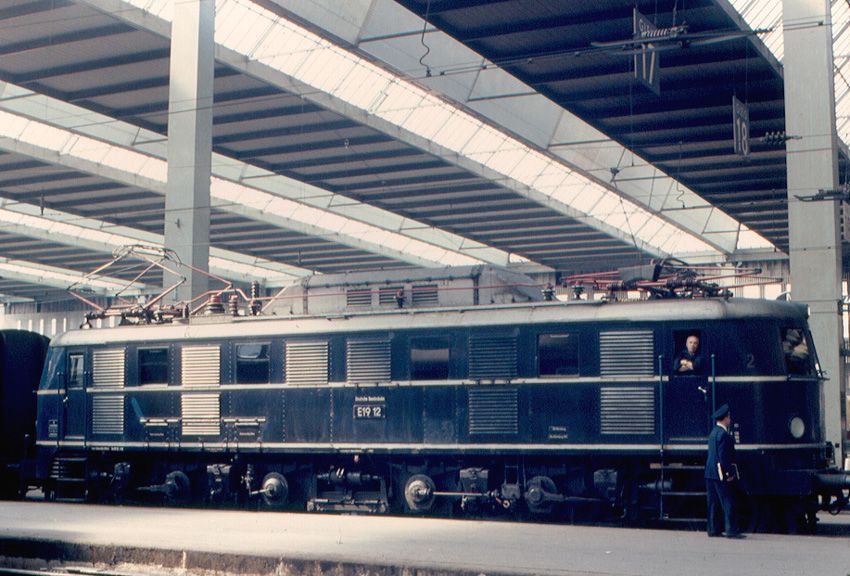
Elektrowóz pośpieszny typu E19 kolei DR (1938) dla linii Berlin – Lipsk – Norymberga – Monachium (prędkość maksymalna 180 km/h)

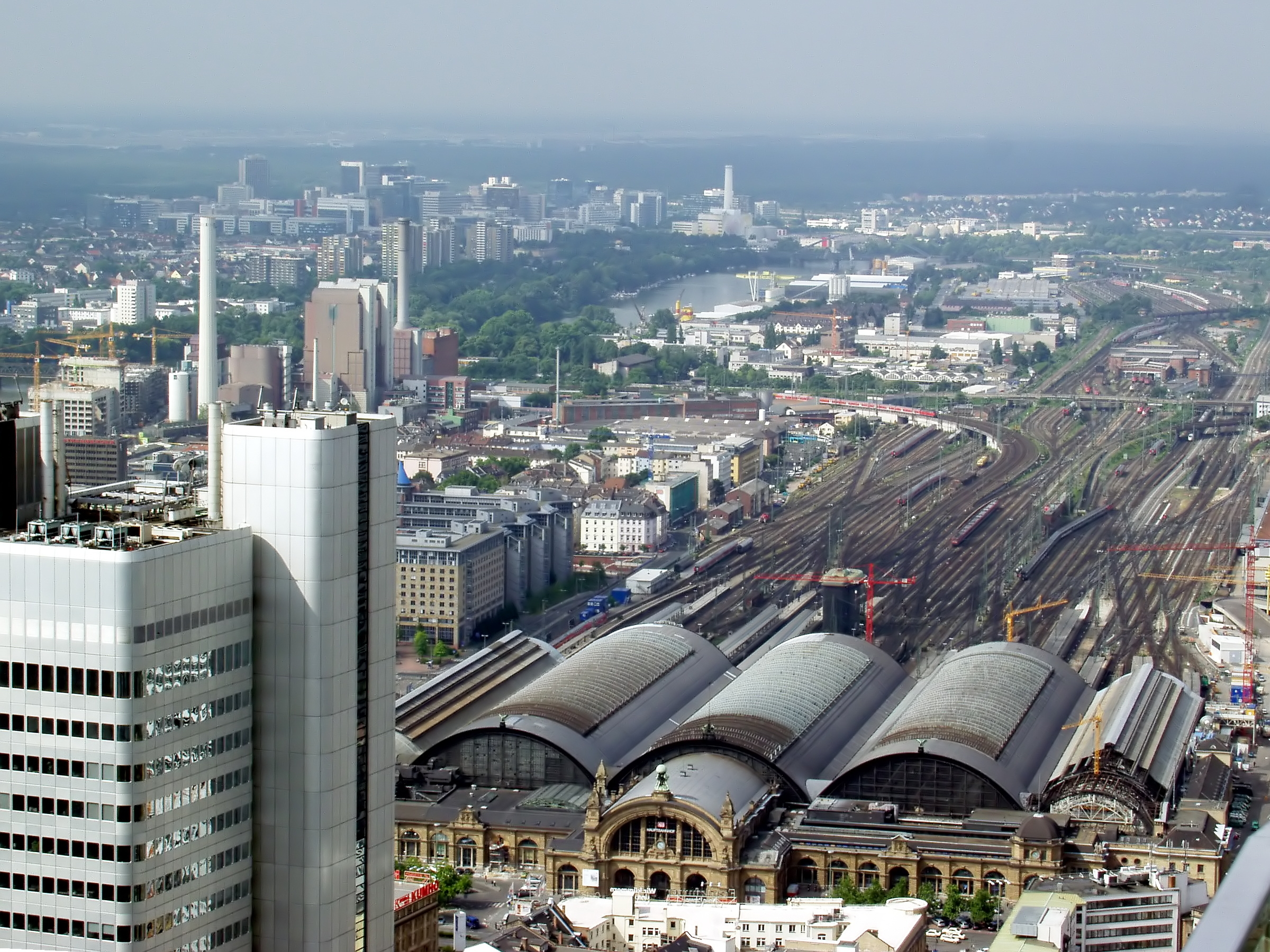
Frankfurt nad Menem – Hauptbahnhof z l. 1883–88, para skrajnych naw dobudowana w l. 20.; w oddali po prawej stronie widoczne wloty do tunelu linii średnicowej S-Bahn

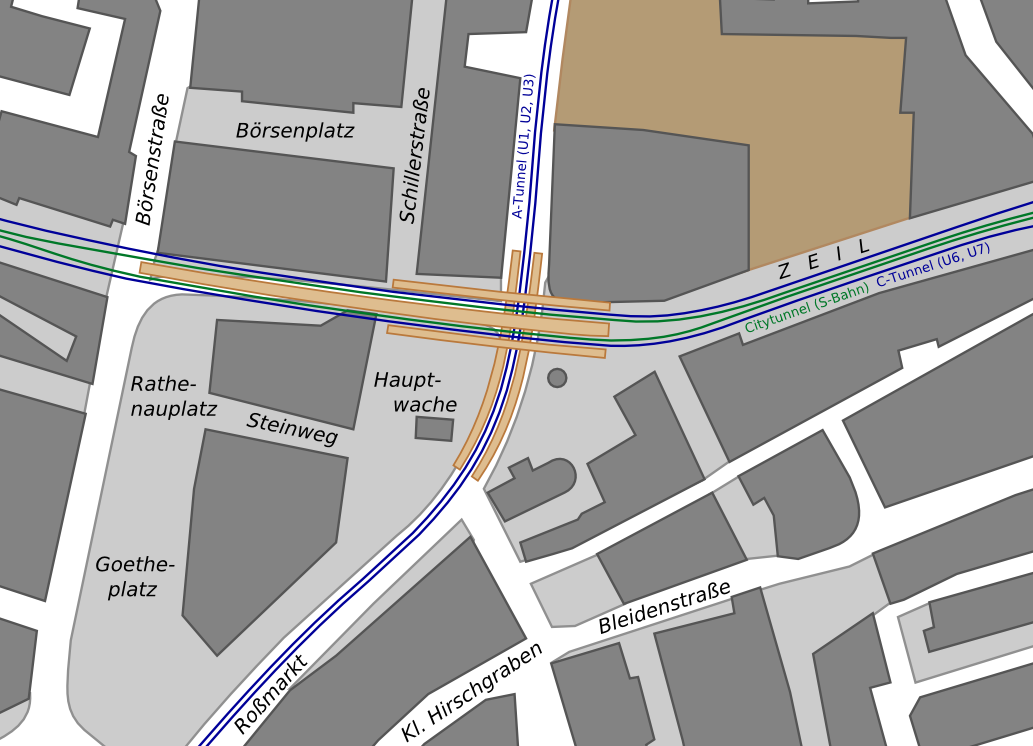
Frankfurt nad Menem – podziemny węzeł Hauptwache średnicy S-Bahn i U-Bahn

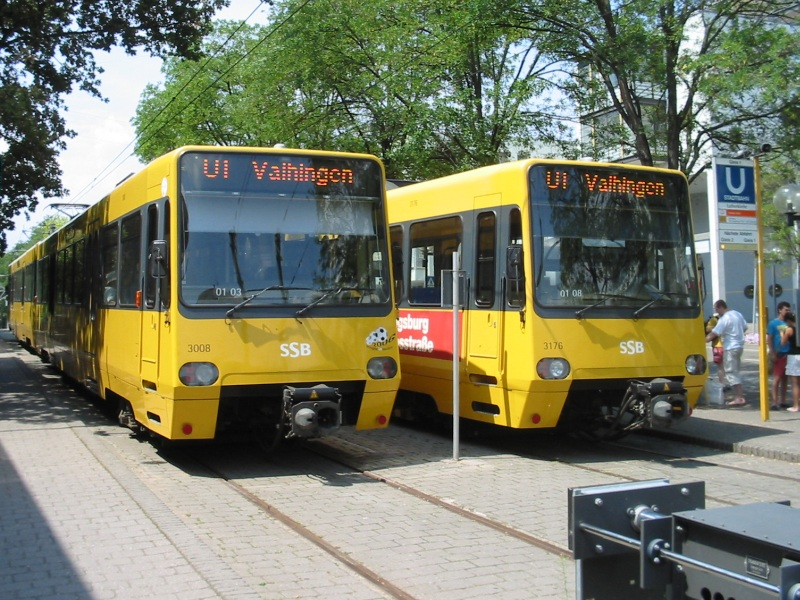
Stadtbahn Stuttgart, koncepcja z przełomu lat 70. i 80.

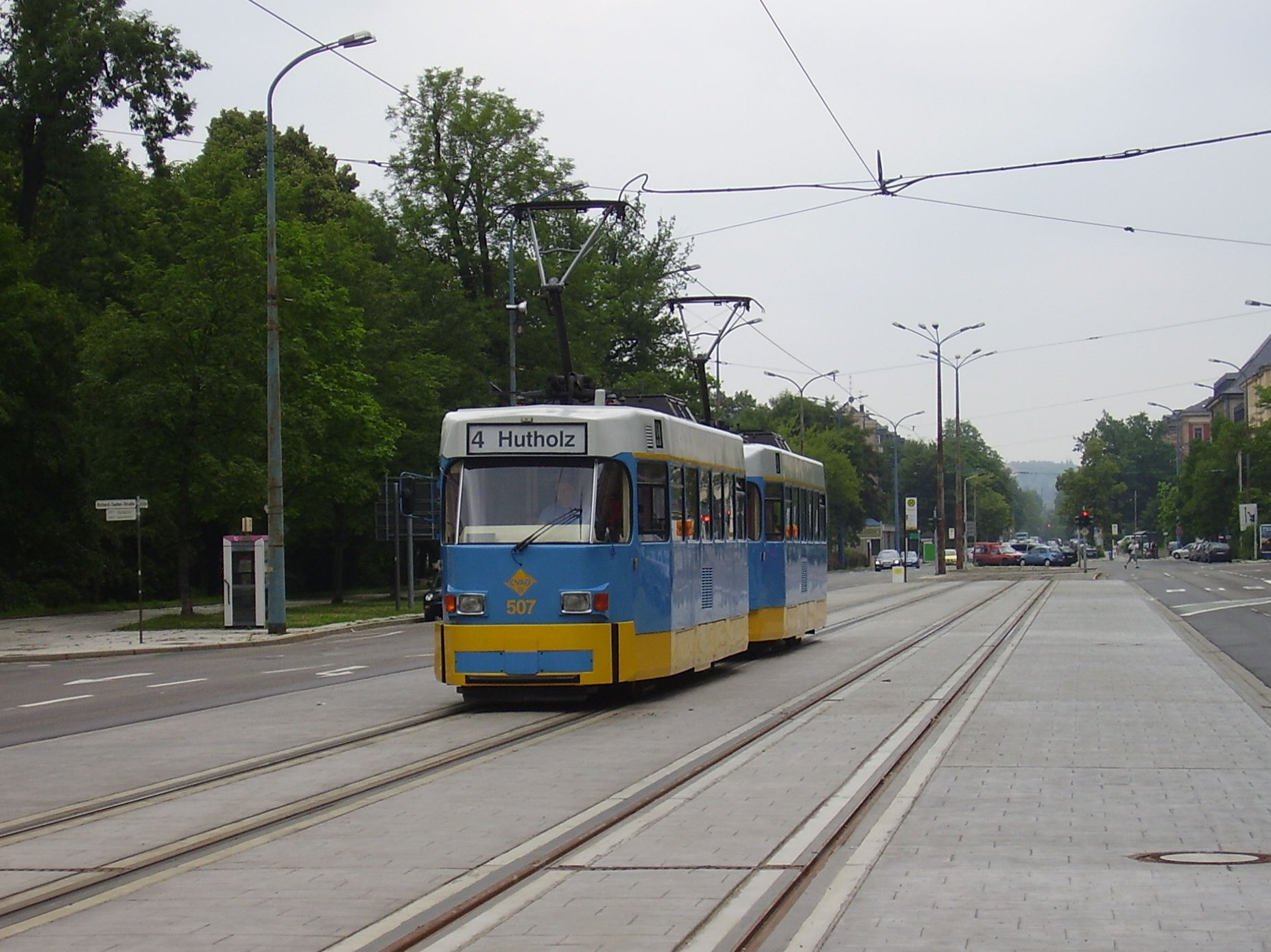
Modernizacja taboru tramwajowego w ostatnich dekadach istnienia NRD odbywała się poprzez import wagonów Tatra (na zdjęciu: przebudowane T3D w Chemnitz)

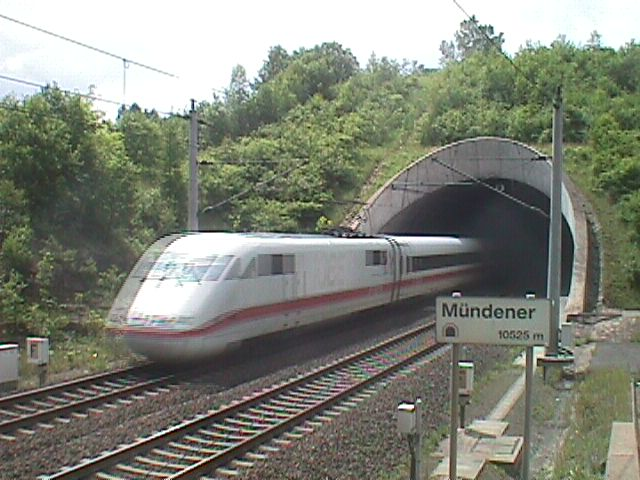
Portal Mündener Tunnel na linii dużych prędkości Hanower – Würzburg, 1991

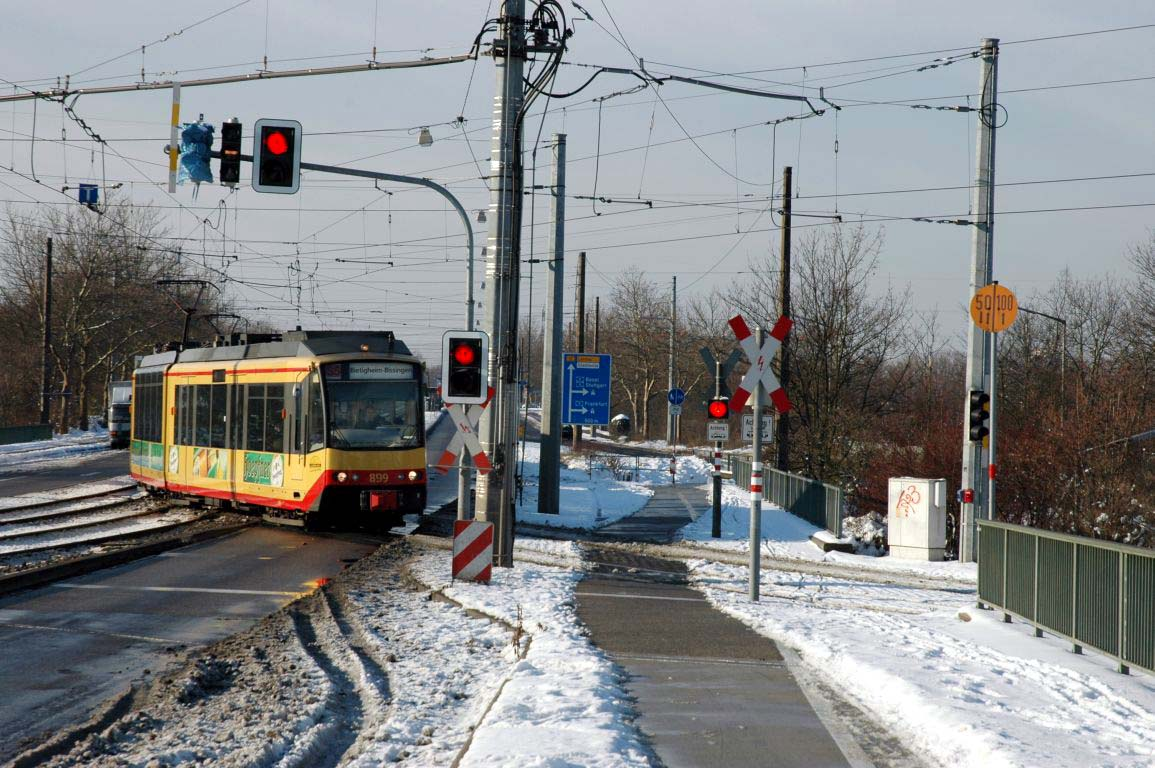
Karlsruhe-Durlach – tramwaj dwusystemowy sieci AVG opuszcza torowisko tramwajów miejskich i wjeżdża na łącznicę wprowadzającą na linię kolei sieci krajowej

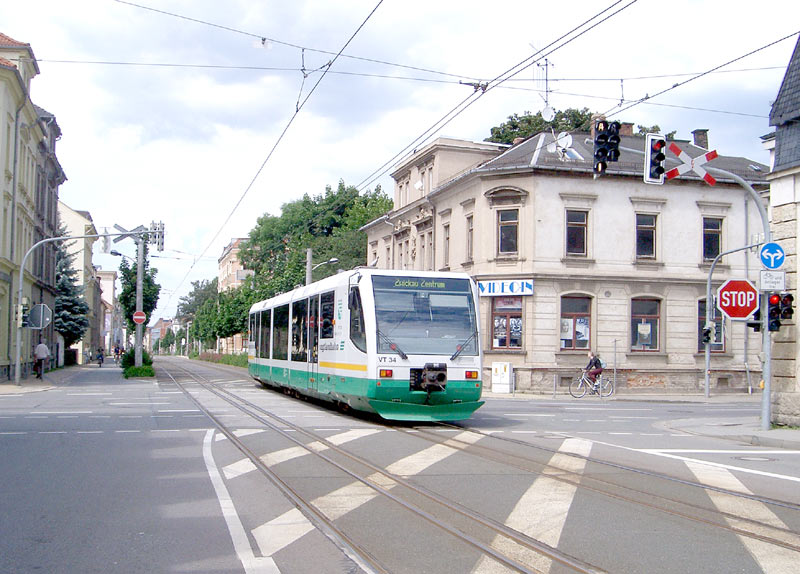
Zwickau – jednostka spalinowa Vogtlandbahn na trasie ulicznej umożliwiającej wjazd do centrum miasta

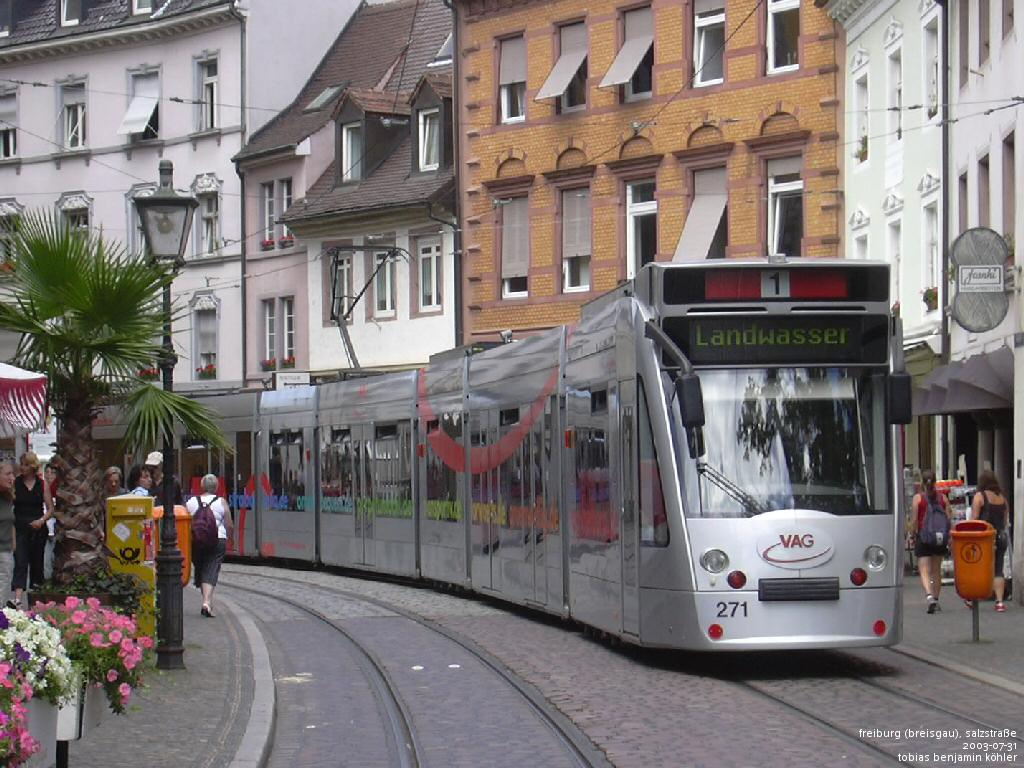
Fryburg Bryzgowijski – tramwaj niskopodłogowy Combino w strefie pieszej centrum

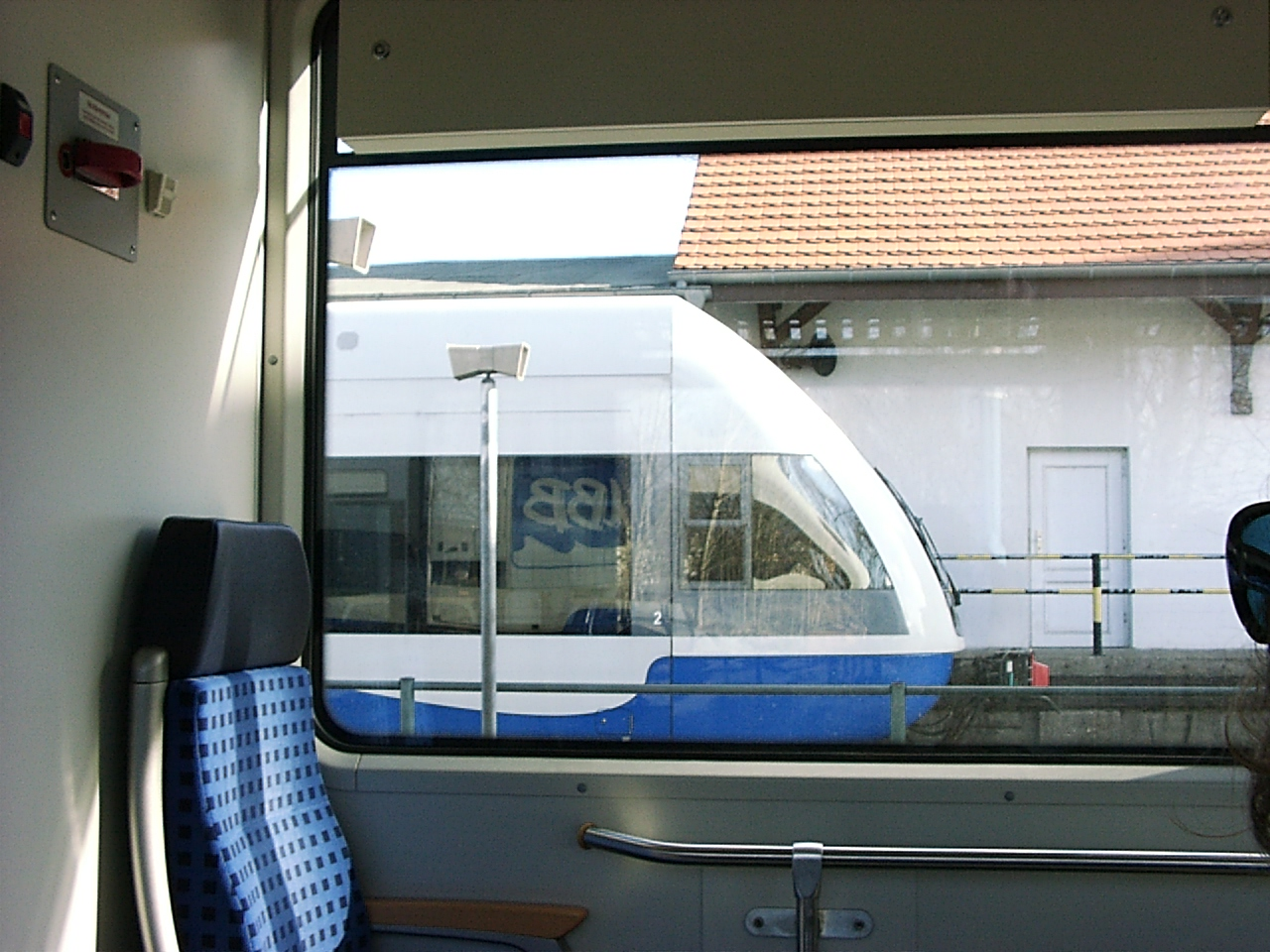
Pomorze Przednie: – pociągi Usedomer Bäderbahn

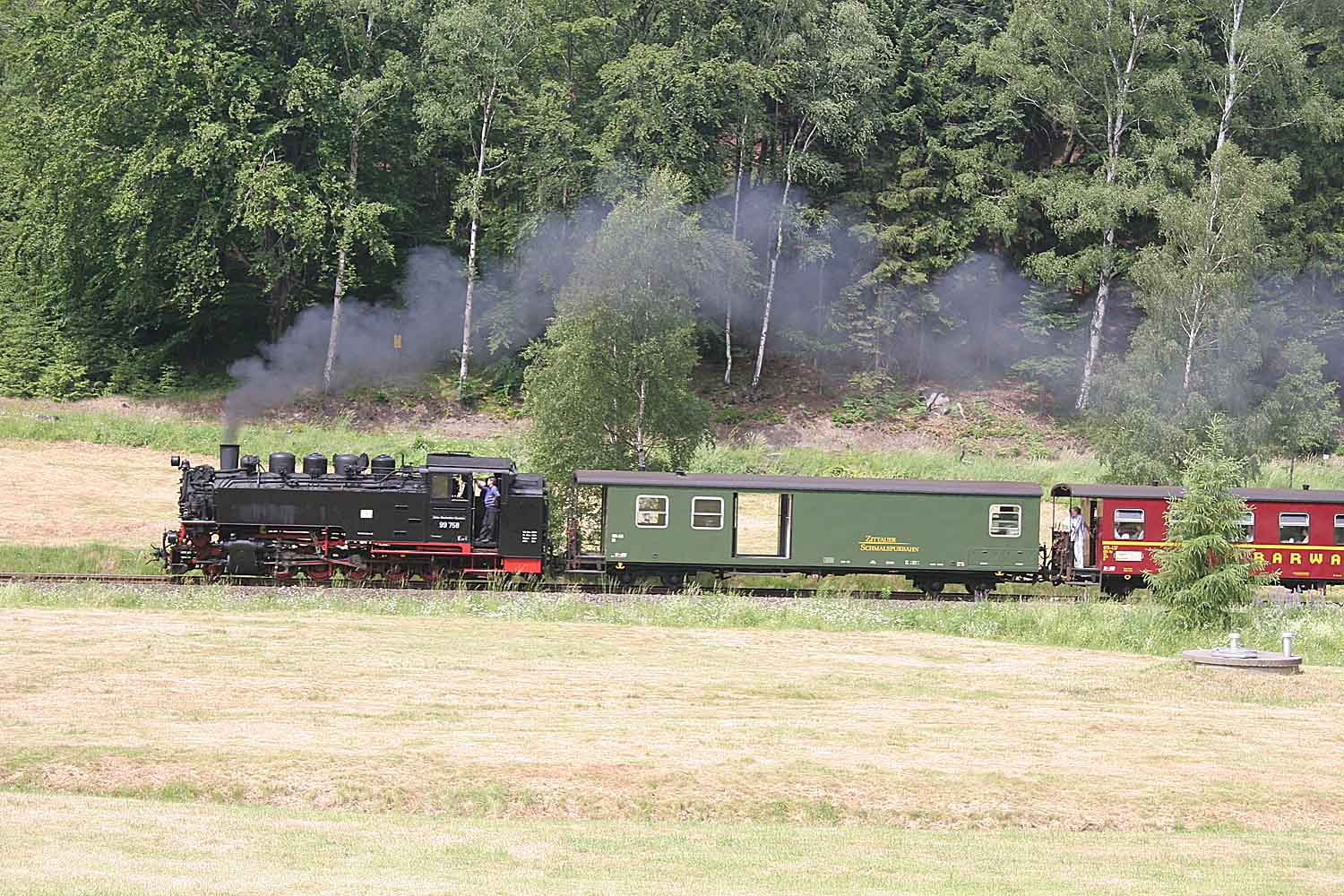
Saksonia – Zittauer Schmalspurbahn, jak wiele innych kolei wąskotorowych, ma nadal trakcję parową

## Synteza

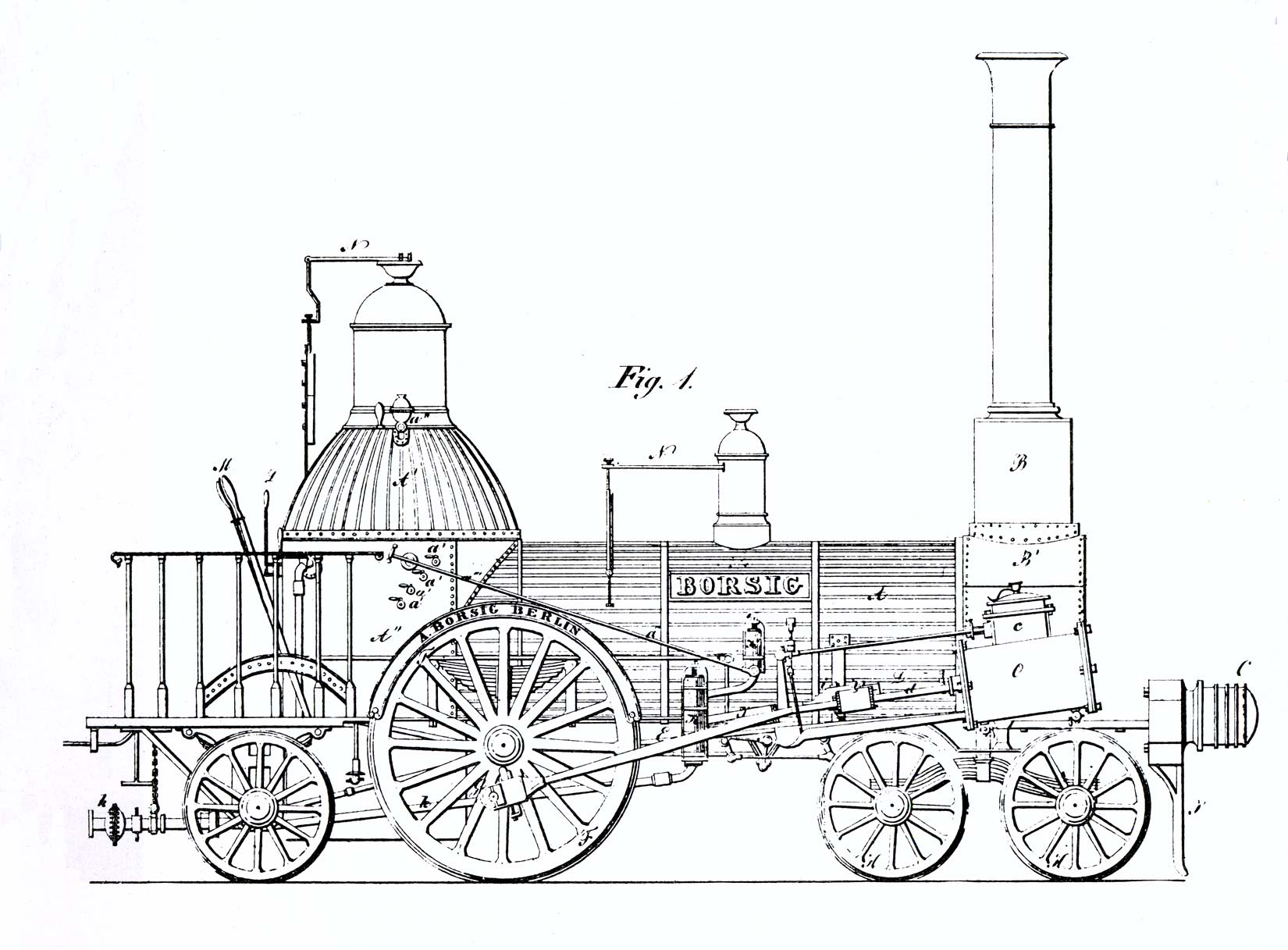
Pierwszy parowóz A. Borsiga z 1840 r.

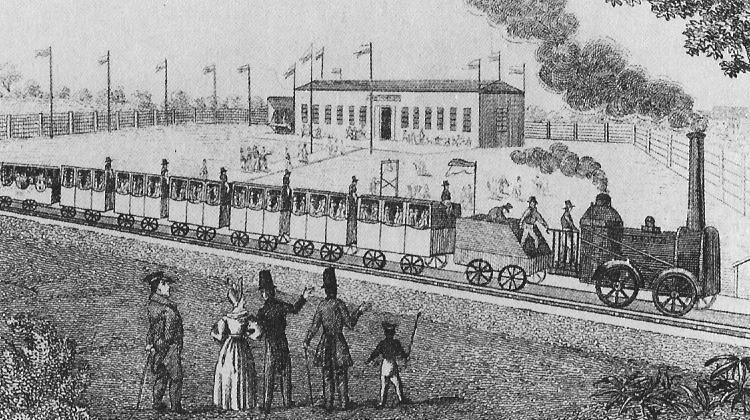
Althen – pociąg z parowozem Blitz (produkcji brytyjskiej) kolei Leipzig-Dresdener Eisenbahn, 1837 r.

Rozwój kolei na ziemiach niemieckich sterowany był przez wiele ośrodków władzy politycznej. Część państw, w tym wszystkie największe, utworzyła własne zarządy kolejowe. Proces tworzenia sieci państwowej postępował w różnym tempie w różnych krajach.
W Królestwie Pruskim prawnie zagwarantowano rządowi możliwość zakupu kolei po 30 latach funkcjonowania. Państwowy system kolejowy rozpoczęto tworzyć od budowy Preußische Ostbahn (1849). Po zjednoczeniu kraju przystąpiono na dużą skalę do budowy linii strategicznych i wykupywania kolei prywatnych. Proces upaństwowienia został ukończony do 1885 r. W Prusach rolę centralnego zarządu Königlich Preußische Staatseisenbahnen (po 1896 Preußisch-Hessische Staatseisenbahnen) sprawowało jedno z ministerstw, któremu podlegały dyrekcje terytorialne kolei (KED). Zwyczajowo pruskie koleje państwowe określa się niekiedy nazwą Königlich Preußische Eisenbahn-Verwaltung (KPEV) – emblematy z tą nazwą nosiły liczne pojazdy i budowle.
W Królestwie Bawarii kolej Königlich Bayerische Staatseisenbahnen (K. Bay. Sts. B) pierwszą linię przejęła w 1844 r. (Monachium – Augsburg), a ostatnie linie w Palatynacie – w 1909 r.
W Saksonii nowo utworzona kolej Königlich Sächsische Staatseisenbahnen (K.Sächs. Sts. E.B.) przejęła pierwszą linię w 1847 (Lipsk – Reichenbach/Vgtl.), a linię Leipzig-Dresdener Eisenbahn w 1876, jako jedną z ostatnich magistral.
Królestwo Hanoweru natomiast od początku rozwijało sieć kolejową wyłącznie jako państwową (przejęta przez kolej pruską po likwidacji państwa hanowerskiego w 1866).
W 1912 r. licząca ponad 52 tys. km sieć kolejowa na terenie Rzeszy podzielona była na dziewięć krajowych systemów kolejowych, działających mniej więcej w obrębie poszczególnych większych krajów.
Republika Weimarska u progu istnienia przeprowadziła konsolidację dawnych kolei sieci krajowych w jeden zarząd – Deutsche Reichsbahn, istniejący do podziału kraju po II wojnie światowej. Ponowna konsolidacja sieci miała miejsce w 1994 r.
System kolejowy Niemiec należy do najlepiej rozwiniętych na świecie. Podobnie udział transportu szynowego w obsłudze miast i jego poziom techniczno-organizacyjny znajdował się i znajduje nadal w czołówce państw wysokorozwiniętych.

## Początki i budowa sieci
- 1831 – kolej konna Prinz-Wilhelm-Eisenbahn(inne języki) Essen – Vohwinkel (Nadrenia pruska);
- 1833 – ukazanie się pracy wybitnego ekonomisty Friedricha Lista, zawierającej wizję sieci kolejowej Niemiec;
- 7 XII 1835 – Ludwigs-Eisenbahn(inne języki) Norymberga – Fürth – pierwszy parowóz w krajach niemieckich: „Adler” Roberta Stephensona, ale także trakcja konna (Bawaria); linia zamknięta 1922;
- 1837 – pierwszy odcinek Leipzig-Dresdner Eisenbahn(inne języki) Lipsk – Althen; pierwsza kolej wyłącznie trakcji parowej, przedłużona do Drezna w 1839 – pierwsza linia dalekobieżna w Niemczech (Saksonia); jedną z lokomotyw była pierwsza maszyna zbudowana w Niemczech: „Saxonia”;
- 1837 – Berlin-Potsdamer Eisenbahn (Brandenburgia, Prusy);
- 1838 – Herzoglich Braunschweigische Staatseisenbahn(inne języki), linia Brunszwik – Wolfenbüttel (Brunszwik); powstały 1845 drugi dworzec w Brunszwiku uznawany jest niekiedy za pierwowzór nowoczesnego dworca czołowego – w przeciwieństwie do innych ówczesnych dworców niemieckich, torów nie wyprowadzono przed fasadę budowli, ale skończono je w hali peronowej;
- 1838 – Düsseldorf-Elberfelder Bahn, linia Düsseldorf – Erkrath (Nadrenia pruska); napęd linowy na krótkim odcinku o nachyleniu 3,3%;
- 1839 – pierwszy odcinek Magdeburg-Leipziger Eisenbahn(inne języki), linia Magdeburg – Schönebeck, do Halle i Lipska w 1840 – druga linia dalekobieżna w Niemczech (Saksonia pruska, Ks. Anhalt);
- 1839–1840 – Taunusbahn(inne języki), linia Frankfurt nad Menem – Wiesbaden (Ks. Nassau);
- 1839–1840 – München-Augsburger Eisenbahn(inne języki) (Bawaria);
- 1839–1843 – Rheinische Eisenbahn(inne języki), linia Kolonia – Akwizgran – Herbesthal (granica belgijska), pierwsza linia transgraniczna w Niemczech (Nadrenia pruska);
- 1840 – pierwszy odcinek linii Mannheim – Bazylea, kolei Großherzoglich Badische Staatseisenbahnen, ukończenie trasy w 1855 (Badenia);
- 1842 – Oberschlesische Eisenbahn, odcinek między Wrocławiem i Oławą – pierwsza kolej na obecnych ziemiach polskich, ukończona do Mysłowic – 1846, do Bogumina (Oderberg) – 1848 (Śląsk pruski).
- 1843 – otwarcie linii Hanower – Lehrte; w następnych latach Lehrte (a nie Hanower), wieś o 755 mieszkańcach, stało się głównym węzłem kolejowym Królestwa Hanoweru, a kolej jego głównym czynnikiem rozwoju; do końca XIX w. Lehrte powiększyło się dziesięciokrotnie;
- 1844 – otwarcie w Lipsku dworca Bawarskiego (Bayerischer Bahnhof);
- 1846 – otwarcie kolei towarowej Cottbus-Schwielochsee-Eisenbahn(inne języki) (dług. 31 km), jednej z ostatnich kolei konnych; zamknięta w 1879 r. (Łużyce pruskie);
- 1853 – Preußische Ostbahn dociera do Królewca; 1857 ukończenie brakujących odcinków Tczew – Malbork (z mostami na Wiśle i Nogacie) oraz linii Frankfurt nad Odrą – Kostrzyn – Krzyż; 1860 kolej dociera do Ejdkunów na granicy rosyjskiej;
- 1859 – Kolonia: ukończenie pierwszej niemieckiej linii średnicowej przez miasto (na wiadukcie), połączone z budową (pierwszego) dworca głównego i mostu Dombrücke;
- 1868 – Brunszwik: pierwsza nastawnia na kolejach niemieckich, zbudowana na wzór brytyjski; Braunschweigische Bahn; 1870 import brytyjskich technologii nastawczych Saxby’ego i Farmera do Brunszwiku.

## Modernizacja sieci i początki kolei miejskich
Francuskie kontrybucje otrzymane po zwycięstwie w 1871 r. i utworzenie Cesarstwa Niemieckiego pozwoliły na dokonanie wielkich inwestycji w infrastrukturę kolejową. Podjęto budowę licznych kolei wojskowych (takich jak Kanonenbahn z Berlina do Metz w Lotaryngii albo górska Wutachtalbahn dla ominięcia Szafuzy), które nie miały uzasadnienia gospodarczego, jak również restrukturyzację najważniejszych w kraju węzłów kolejowych, zazwyczaj obejmującą urządzenie okazałych „dworców głównych” (węzły w Berlinie i Frankfurcie nad Menem były jednymi z pierwszych, węzeł w Królewcu, ukończony po I wojnie św. – jednym z ostatnich).
- 1877–1882 – budowa kolejowego węzła w Berlinie, obejmująca powstanie Ringbahn i linii średnicowej Stadtbahn; konsolidacja sieci krajowej oraz wprowadzenie zintegrowanego systemu kolei miejskiej Stadt-, Ring- und Vorortbahnen – pionierskie racjonalne rozwiązanie sieci kolejowej w metropolii, służące za model dla wielu innych podobnych inwestycji za granicą (m.in. Tokio, Warszawa, Bruksela);
- 1888 – otwarcie dworca „Hauptbahnhof” we Frankurcie nad Menem; konsolidacja węzła kolejowego;
- 1891–1901 – przebudowa węzła w Dreźnie państwowych kolei saksońskich, obejmująca powstanie linii średnicowej, dworców Neustadt i Altstadt (obecny Hbf.);
- 1898–1904 – przebudowa węzła we Wrocławiu, obejmująca rozbudowę Dworca Górnośląskiego do kategorii dworca głównego oraz przełożenie linii średnicowej na wiadukt;
- ok. 1908 – budowa węzła kolejowego w Hamburgu i Altonie, obejmująca powstanie linii średnicowej Verbindungsbahn, dworca „Hauptbahnhof”, elektrycznej kolei miejskiej Hamburg-Altonaer Stadt- und Vorortbahn;
- 1915 – otwarcie dworca głównego „Hauptbahnhof” w Lipsku, będącego największym dworcem czołowym w Europie.

Niemcy należały do krajów, w których najwcześniej budowano sieci tramwajowe. Podobnie jak w Austrii i Szwajcarii, znaczna część tramwajów używała toru wąskiego (zwykle metrowego), występowały nawet przypadki przejścia na tor wąski przy okazji elektryfikacji (np. Królewiec). Pierwsze tramwaje konne:
- 1865 – Berlin, 1866 – Hamburg, 1868 – Stuttgart, 1872 – Hanower, Frankfurt nad Menem, Lipsk i Drezno, 1873 – Gdańsk, 1876 – Düsseldorf, Monachium i Brema, 1877 – Kolonia, Wrocław, Magdeburg i Kassel[a].

Tramwaje parowe:
- 1877 – Kassel, 1878 – Hamburg, 1894 – Bytom, Zabrze, Gliwice i Królewska Huta – Chorzów (1896 sieć dociągnięto do Katowic).

Tramwaje spalinowe:
- 1894 – Dessau, 1897 – Jelenia Góra (napęd gazowy).

Pierwsze elektryfikacje dotyczyły sieci tramwajowych. Firma Siemens & Halske zbudowała w 1881 r. pionierską linię w Groß Lichterfelde pod Berlinem. Udoskonalone systemy tramwajów elektrycznych pojawiły się jednak dopiero dziesięć lat później (1891 – Halle, 1893 – Wrocław, Drezno, Essen i Hanower) – opór ze względów estetycznych przez montowaniem sieci trakcyjnej, tak silny we Francji, w Niemczech wystąpił w stopniu bardzo ograniczonym.
Wyjątkowo wczesna była też elektryfikacja kolei kopalnianej we Freital-Zauckerode koło Drezna: 1881 r. W 1895 r. zelektryfikowano prądem stałym linię kolei lokalnej Meckenbeuren – Tettnang (Wirtembergia, nie zachowała się), w 1898 linię kolei lokalnej Wąbrzeźno – Wąbrzeźno Miasto (Kreisbahn Briesen) (=400 V; Prusy Zach.), a w 1906 – Cöln-Bonner Kreisbahn: linia Rheinuferbahn (Kolonia – Wesseling – Bonn, obecnie część sieci tramwajów szybkich) – koleje te miały zasilanie górne. W 1902 otwarto pierwszą linię metra w Berlinie (Hoch- und Untergrundbahn), zasilaną z dołu. W 1903 r. firma UEG zelektryfikowała trzecią szyną linię podmiejską wzdłuż Anhalter Bahn do Groß Lichterfelde (sieć KPEV, pierwsza elektryfikacja elementu węzła berlińskiego). Drugim systemem metra stała się w 1912 Hamburger Hochbahn. Odosobnionym rozwiązaniem pozostała elektryczna kolej podwieszona (Schwebebahn), otwarta w 1901 między Elberfeld i Barmen, biegnąca nad wąską doliną rzeki Wupper (obecnie Wuppertal).
Pierwsza elektryfikacja trójfazowym prądem zmiennym miała miejsce eksperymentalnie w 1899 między Zossen i Marienfelde pod Berlinem (Königlich Preußische Militär-Eisenbahn, mimo efemerycznego charakteru, próba ta zapisała się w 1903 osiągnięciem przez pociąg prędkości 210 km/h). Utrzymała się natomiast pierwsza elektryfikacja jednofazowa kolei Ammertalbahn (Murnau – Oberammergau w Bawarii, K. Bay. St. B.) z 1904. Druga elektryfikacja górna prądem jednofazowym wspomnianej kolei w Hamburgu i Altonie z 1907 została zamieniona na system dolny w l. 1939–1955 (hamburska S-Bahn). Za początek elektryfikacji sieci krajowej można uznać:
- 1911–1914 – elektryfikacja linii Magdeburg – Dessau – Bitterfeld – Lipsk oraz linii Lipsk – Halle (kolej KPEV); po raz pierwszy w Niemczech zastosowano system ~15 kV 16 2/3 Hz, dominujący do dzisiaj na sieciach kolei państwowych w krajach niemieckich;
- 1913–1923 – elektryfikacja kolei sudeckiej (KPEV, potem DR); system rozciągał się od Wrocławia po Zgorzelec i obejmował magistralę sudecką (przez Wałbrzych i Jelenią Górę) oraz kilka linii lokalnych.

## Epoka Deutsche Reichsbahn
- 1920 – utworzenie Deutsche Reichseisenbahn (DR) z połączenia sieci kolei państwowych pruskich, saksońskich, bawarskich, wirtemberskich, badeńskich, heskich, oldenburskich, Meklemburgii-Schwerinu;
- 1924 – przekształcenie DR w Deutsche Reichsbahn-Gesellschaft (DRG), spółkę działającą według zasad gospodarki prywatnej; ponowne upaństwowienie w 1937 r.;
- 1924–1931 – spłaty reparacji wojennych (w wysokości 660 mln marek rocznie);
- 1925 – początek elektryfikacji sieci magistralnej kolei w Bawarii i Szwabii; w 1939 system rozciągał się od Stuttgartu do Salzburga i od Innsbrucku po Ratyzbonę; linią Augsburg – Norymberga – Saalfeld – Naumburg – Lipsk był połączony z siecią elektryczną Niemiec Środkowych[2];
- 1928 – otwarcie znacznej części zelektryfikowanej sieci kolei miejskiej w Berlinie; 1930 – przyjęcie nazwy S-Bahn;
- 1932 – wprowadzenie pociągów Ruhrschnellverkehr(inne języki) na pierwszej linii między Essen i Dortmundem; w 1935 było już pięć linii, sięgających Wuppertalu i Kolonii; podstawowy takt półgodzinny; elektryfikacja po 1957;
- 1933 – Fliegender Hamburger(inne języki): wprowadzenie pierwszego w Niemczech spalinowego zespołu trakcyjnego ruchu szybkiego na trasę Berlin – Hamburg; 286 km pokonywał w 138 minut (średnia prędkość 124 km/h), a w 1936 Latający Ślązak (Fliegender Schlesier);
- 1936 – Lübeck-Büchener Eisenbahn(inne języki) wprowadza parowe „Wendezug”[d] dla szybkich połączeń między Hamburgiem i Lubeką;
- 1936–1939 – otwarcia kolejnych odcinków średnicy Nord-Süd-S-Bahn w Berlinie;
- 1939–1945 – II wojna światowa: kolej jako podstawowy środek transportu wojska i zaopatrzenia; udział DR w Holocauście; zniszczenia wojenne; w wyniku utraty ziem wschodnich przejście tamtejszej sieci pod zarząd kolei państwowych Polski i ZSRR;
- 1945 i później – reparacje i rewindykacje w strefie pod zarządem sowieckim (m.in. demontaż elektryfikacji środkowoniemieckiej i śląskiej); odbudowa systemu[e].

## Kolej w podzielonych Niemczech
- 1949 – powstanie Deutsche Bundesbahn (DB) jako kolei państwowej nowo utworzonej RFN[3]; na terenie NRD (i zachodnich sektorów Berlina) kolej państwowa pozostała pod pierwotną nazwą Deutsche Reichsbahn (DR) i objęła wszystkie koleje prywatne. Rozcięcie sieci kolejowej na granicy wewnątrzniemieckiej; komunikację transgraniczną, poddaną kontroli, utrzymywały tzw. „Interzonenzüge”. Na mocy porozumienia mocarstw zwycięskich, kolej w okupowanym Berlinie (włącznie z S-Bahn) była własnością DR – stało się to przyczyną codziennych prowokacji i bojkotu S-Bahn przez mieszkańców zachodnich sektorów miasta (zwłaszcza po „blokadzie Berlina”);
- 1955 (O) – pierwszy pociąg elektryczny na odbudowanej części sieci elektrycznej DR; elektryfikacja postępowała powoli: w 1979 r. objęła dopiero 11% sieci;
- 1958 (O) – ukończenie linii wokół Berlina Zachodniego: Berliner Außenring; w 1951 urządzono na nim stację obsługującą niedalekie lotnisko Schönefeld – wczesny przypadek integracji kolei i lotnictwa pasażerskiego w Niemczech[f]; pocz. l. 80. – elektryfikacja;
- 1961 (O) – budowa „Muru Berlińskiego” i związana z tym eliminacja ruchu bez kontroli granicznej: rozcięcie sieci berlińskiej S-Bahn i U-Bahn na części „wschodnią” i „zachodnią”, zamknięcie większości stacji na podziemnych trasach zachodnioberlińskich S-Bahn przebiegających pod terytorium Berlina Wschodniego („stacje-widma” istniały aż do upadku „Muru”); zaostrzenie się bojkotu S-Bahn w zachodnich sektorach miasta doprowadziło do jej stopniowego upadku (kein Pfennig mehr für Ulbricht);
- 1967 (W) – uruchomienie pierwszej linii S-Bahn nowej generacji na trasie Ratingen Ost – Düsseldorf Garath; w 1974 w regionie Rhein-Ruhr były już trzy linie S-Bahn;
- 1968 (W) – otwarcie pierwszego śródmiejskiego odcinka tramwaju podziemnego w Niemczech: część linii U1-3 we Frankfurcie nad Menem; odtąd do lat 90. linie podziemne stały się dominującym kierunkiem przebudowy sieci tramwajowej w śródmieściach;
- 1968 (W) – podwyższenie prędkości na kolei niemieckiej w ruchu planowym do 200 km/h (Monachium – Augsburg)[4]
- 1969 (O) – otwarcie pętlicy S-Bahn w Lipsku;

W l. 60. i 70. kolej zachodnioniemiecka, znalazłszy się pod presją masowej motoryzacji, dokonała masowych zamknięć linii lokalnych. Jednocześnie przeprowadzono elektryfikację prawie wszystkich linii magistralnych. Innym ważnym kierunkiem rozwoju była budowa sieci kolei aglomeracyjnych (według zmodyfikowanej formuły S-Bahn), wyposażanych w podziemne linie średnicowe wchodzące do centrów największych miast. W latach 70. zaczęto też realizować ideę pełnej integracji transportu w aglomeracjach, obejmującej transport uliczny, metro i kolej państwową, realizowaną w zakresie planowania, eksploatacji i systemów taryfowych. Bez porównania mniej innowacyjne były koleje w NRD. Redukcje sieci kolejowej należały tam do rzadkości, a ruch dalekobieżny opierał się głównie na trakcji spalinowej.
Podobnie przedstawiała się sprawa utrzymania tramwajów; w zachodniej części kraju zlikwidowano wiele małych sieci oraz sieci w Hamburgu i w Berlinie Zachodnim, przetrwały one natomiast w większości na Wschodzie. Mimo to liczba nadal funkcjonujących systemów tramwajowych jest w Niemczech największa na świecie. Zachowane sieci tramwajowe w dużych miastach zachodnioniemieckich poddano intensywnej modernizacji, zmierzającej w kierunku tworzenia kolei miejskiej (wysokie perony, tunele śródmiejskie, wydzielanie torowisk, uprzywilejowanie w ruchu na trasach naziemnych). Systemy te określa się z reguły terminem Stadtbahn. Mniej kosztowne formy modernizacji tramwajów stosowano również w NRD.
- 1970 (W) – powstanie pierwszego związku transportowego Großraum-Verkehr Hannover(inne języki); związek transportowy stał się podstawowym narzędziem wszechstronnej integracji systemu transportowego w aglomeracjach, włączając podsystemy regionalne kolei DB;
- 1971 (W) – utworzenie sieci InterCity – szybkich połączeń międzymiastowych funkcjonujących w rozkładzie równoodstępowym, najpierw dwugodzinnym, od 1979 – godzinnym, także z wagonami 2 klasy (jede Stunde, jede Klasse);
- 1971 (W) – otwarcie pierwszej linii metra (U-Bahn) w Monachium;
- 1972 (W) – otwarcie pierwszej linii metra (U-Bahn) w Norymberdze; Norymberga jest do dzisiaj najmniejszym miastem świata mającym „ciężkie metro”;
- 1972 (W) – otwarcie średnicy S-Bahn w Monachium; stworzenie sieci U-Bahn i S-Bahn oraz utworzenie drugiego w Niemczech związku transportowego było elementem przygotowań do olimpiady 1972;
- 1972 (W) – otwarcie podziemnej stacji i linii doprowadzającej kolei DB pod terminalem lotniska we Frankfurcie n. Menem (obecnie dworzec regionalny); pierwsza bezpośrednia integracja kolejowo-lotnicza w Niemczech; kolejne węzły integracyjne: 1975 Düsseldorf (S-Bahn), 1993 Stuttgart (S-Bahn);
- 1975–1981 (W) – otwarcia kolejnych odcinków drugiej, podziemnej, średnicy City-S-Bahn w Hamburgu;
- 1977 (W) – wycofanie parowozów z sieci DB;
- 1978–1990 (W) – otwarcia kolejnych odcinków średnicy S-Bahn we Frankfurcie nad Menem; na znacznym odcinku wspólny tunel z linią tramwaju podziemnego;
- 1980 – strajk socjalny zachodnioberlińskich pracowników S-Bahn przyniósł drastyczną redukcję sieci; 1984 przejęcie kolei S-Bahn w Berlinie Zachodnim przez Senat;
- 1985 (W) – otwarcie średnicy S-Bahn w Stuttgarcie;
- 1988 (O) – wycofanie parowozów z normalnotorowej sieci DR;
- 1990 i następne – odbudowa i modernizacja połączeń między obiema częściami kraju w ramach programu Deutsche Einheit; renowacja i elektryfikacja węzła berlińskiego, przebudowa w ramach „koncepcji grzybowej” („Pilzkonzept”), zakładającej powstanie dworca głównego i nowej średnicy o przebiegu NS;
- 1991 – otwarcie pierwszych linii dużych prędkości: Hanower – Würzburg (z nowym dworcem Kassel-Wilhelmshöhe) i Mannheim – Stuttgart; początek wprowadzania pociągów Intercity-Express (ICE).

## Epoka Deutsche Bahn
Okres lat 90. i początek XXI w. stały pod znakiem gruntownej modernizacji taboru – zwłaszcza kolei regionalnych, dalszych prac nad połączeniem sieci obu części kraju oraz przebudowy systemu obsługi pasażerów, obejmującej zwiększenie częstotliwości kursów i wprowadzenie rozkładów równoodstępowych (podstawowy takt godzinny). Na szeroką skalę na sieciach lokalnych koncesjonuje się przewoźników prywatnych. Rozwój technologii niskopodłogowych, które współtworzyli niemieccy producenci taboru kolejowego i tramwajowego, przyczynił się do rewizji poglądów na kierunek modernizacji sieci tramwajowych. W większym stopniu niż poprzednio obejmuje ona adaptację torowisk ulicznych (Erfurt i Fryburg Bryzgowijski przyjęły nawet dla swoich naziemnych sieci tramwajowych termin Stadtbahn).
- 1994 – utworzenie, w ramach reformy kolei, Deutsche Bahn AG (DBAG, DB) z połączenia Deutsche Bundesbahn i Deutsche Reichsbahn[3];
- 1994 – tzw.: „model Karlsruhe”: wprowadzenie lekkich pociągów tramwajowych na linie kolei sieci krajowej w regionie Karlsruhe (Stadtbahn Karlsruhe(inne języki)); inauguracja ruchu mieszanego między Karlsruhe i Baden-Baden (w kolejnych latach także na innych liniach); adaptacja „modelu Karlsruhe” w innych miastach: 1997 Saarbrücken;
- 1998 – otwarcie linii dużych prędkości Berlin – Lehrte;
- 1999 – otwarcie drugiego dworca na lotnisku we Frankfurcie n. Menem, integrującego kolej dalekobieżną na linii dużych prędkości; inne węzły integracji kolejowo-lotniczej: 2000 – Düsseldorf (pośredni, kolej dalekobieżna), Hanower (S-Bahn), 2001 – Drezno (S-Bahn), 2002 – Lipsk-Halle, 2004 – Kolonia-Bonn; lotniska w Bremie i Erfurcie uzyskały połączenie tramwajowe;
- 1999 – otwarcie trasy ulicznej wprowadzającej lekkie jednostki spalinowe do centrum Zwickau;
- 2002 – wzorowana na lotnictwie zmiana systemu taryfowego przyniosła 6-procentowy spadek przewozów pasażerskich, zwłaszcza w ruchu dalekobieżnym; rozszerzenie sieci ICE na dalsze linie IC, wchłonięcie sieci InterRegio przez sieć IC;
- 2003 – otwarcie linii dużych prędkości Kolonia – Frankfurt nad Menem; linia nowej generacji dla prędkości maksymalnej 350 km/h;
- 2005 – otwarcie pierwszej zmodernizowanej linii dużych prędkości Hamburg – Berlin; prędkość maksymalna: 230 km/h; najszybszy ICE przejeżdża trasę w 1½ h (średnia prędkość 191 km/h);
- 2006 – otwarcie linii dużych prędkości Norymberga – Ingolstadt i modernizacja linii do Monachium;
- 2006 – otwarcie średnicy NS i dworca głównego Hauptbahnhof w Berlinie;
- 2007 – Kassel: otwarcie połączenia między koleją a tramwajem miejskim dla regionalnego tramwaju wielosystemowego; napęd spalinowy i elektryczny;
- 2011 – przewidziane otwarcie podziemnej średnicy S-Bahn w Lipsku.

## Ważniejsi producenci taboru

### Parowozy
- A. Borsig (Berlin) – od 1840; pierwszy parowóz firmy, nazwany „Borsig”, wygrał urządzony na linii Berlin – Jüterbog wyścig z maszyną R. Stephensona; 1930 połączenie z AEG;
- Henschel (Kassel) – od 1848;
- Krupp (Essen);
- Berliner Maschinenbau(inne języki) AG (Berlin), dawn. L. Schwartzkopff – od 1867;
- Hanomag (Hanower);
- KraussMaffei (Monachium), powstała 1931 z fuzji firmy Krauss (zał. 1860) i Maffei (1838); od 1999 należy do koncernu Siemens;
- Orenstein & Koppel(inne języki) (Poczdam-Babelsberg), początkowo małe parowozy dla kolejek przemysłowych, po 1930 także dla kolei sieci krajowej; 1946–90 VEB Lokomotivbau Karl Marx (spalinowozy).

### Inne pojazdy trakcyjne, wagony
- L. Steinfurt (Królewiec) – wagony od 1865;
- Talbot (Akwizgran), od 1837 – wagony, tramwaje; 1995 przejęta przez firmę Bombardier;
- Herbrandt (Kolonia), potem przejęty przez Linke-Hoffmann, zamkn. 1931; wagony, tramwaje;
- Waggon- und Maschinenfabrik Busch (Budziszyn), 1928 połączenie z Linke-Hofmann; za czasów NRD VEB Waggonbau Bautzen; obecnie Bombardier Transportation;
- Linke-Hofmann Werke (Wrocław), po wojnie reaktywacja w Salzgitter; od 1996 należy do koncernu Alstom;
- Waggon- und Maschinenbau AG Görlitz (WUMAG), produkcja wagonów od 1869; obecnie część Bombardier Transportation;
- Duewag – stworzony na bazie fabryk wagonów w Krefeld-Uerdingen (tabor kolejowy) i Düsseldorf (tramwaje); fabryka w Uerdingen zakupiona przez koncern Siemens 1999;
- Siemens (Berlin; Erlangen – d. fabryka Siemens-Schuckert(inne języki), przeniesiona z Norymbergi; Monachium – d. KraussMaffei, od 1999 Siemens)
- AEG (Hennigsdorf pod Berlinem), tabor elektryczny; 1946–1990 VEB Lokomotivbau Elektrotechnische Werke „Hans Beimler”; od 1995 Adtranz, od 2001 Bombardier Transportation;
- MAN (Augsburg, Norymberga), 1986–90 produkcja wagonów motorowych, zespołów trakcyjnych, tramwajów; od 1995 Adtranz, od 2001 Bombardier Transportation.